# مارغريت أستون
مارغريت أستون (بالإنجليزية: Margaret Aston)‏ هي مؤرخة بريطانية، ولدت في 9 أكتوبر 1932 في إبسوم في المملكة المتحدة، وتوفيت في 22 نوفمبر 2014.